# Màlaia Borlà
Màlaia Borlà (en rus: Малая Борла) és un poble de l'óblast d'Uliànovsk, a Rússia, que el 2018 tenia 155 habitants. Pertany al districte municipal de Kuzovàtovo.